# سراسينية
السراسينية أو البوقيات (الاسم العلمي: Sarraceniaceae) هي فصيلة من النباتات تتبع رتبة الخلنجيات من طائفة أحاديات الفلقة.

## الأجناس
- السراسينة